# Hudum, Botoșani
Hudum este un sat în comuna Curtești din județul Botoșani, Moldova, România.